# 黑麋鹿
黑麋鹿（拉科塔語：Heȟáka Sápa；1863年12月—1950年8月19日），北印地安奧格拉拉蘇族人，身兼獵人、戰士、巫醫及先知等角色，為北美印第安戰爭中的印地安領袖瘋馬之堂弟（其父與瘋馬之父為堂兄弟）。9歲時曾目睹「偉大的幻景」（靈視，vision）。1882年（19歲）開始行醫。1886年（23歲）曾參加表演團赴芝加哥、紐約、倫敦等地演出「麋鹿儀式」，英國維多利亞女王曾親臨觀賞。曾參與多次與白人的戰役，包括1890年（27歲）的傷膝河之役。
黑麋鹿於1892年（29歲）與第一任妻子Katie War Bonnet結婚，她及三位子女皆受洗成為天主教徒。1903年（40歲），在其第一任妻子逝世後，他也受洗，並以尼古拉斯·黑麋鹿（Nicholas Black Elk）這個名字擔任傳教員。1905年（45歲）他與第二任妻子Anna Brings White結婚，她逝世於1941年。
晚年近乎全盲的黑麋鹿，在1930年（67歲）結識了詩人約翰·內哈特。應內哈特之邀，他於1931年間陸陸續續述說其前半生及族裔興衰，由其子班雅明（Benjamin）翻譯，內哈特之女愛妮德（Enid）速記，在1932年出版為《黑麋鹿如是說》（1932）一書，是今日研究印地安歷史、傳統信仰、神話的重要文本。而其中記載的黑麋鹿的靈視經驗、與神明對談，及許多部落儀式，特別為心理學家卡爾·榮格及神話學家約瑟夫·坎伯等人所重視。